# Bataille de Schaulen
Première Guerre mondiale
Batailles
Front d'Europe de l’Est
- Stallupönen (08-1914)
- Gumbinnen (08-1914)
- Tannenberg (08-1914)
- Île d'Odensholm (08-1914)
- Lemberg (08-1914)
- Krasnik (08-1914)
- Komarów (08-1914)
- Lacs de Mazurie (I) (09-1914)
- Przemyśl (09-1914)
- Vistule (09-1914)
- Łódź (11-1914)
- Limanowa (12-1914)
- Bolimov (01-1915)
- Zwinin (02-1915)
- Lacs de Mazurie (II) (02-1915)
- Przasnysz (02-03-1915)
- Schaulen (04-07-1915)
- Gorlice-Tarnów (05-1915)
- Boug (06-08-1915)
- Narew (07-08-1915)
- Novogeorgievsk (08-1915)
- Varsovie (08-1915)
- Sventiany (09-1915)
- Lac Narotch (03-1916)
- Offensive Broussilov (06-1916)
- Offensive de Baranavitchy (07-1916)
- Turtucaia (09-1916)
- Offensive Flămânda (09-1916)
- Argeș (12-1916)
- Offensive Kerenski (07-1917)
- Bataille de Riga (09-1917)
- Opération Albion (09-10-1917)
- Mărășești (08-1917)
- Traité de Brest-Litovsk (03-1918)
- Traité de Brest-Litovsk (03-1918)
- Bakhmatch (03-1918)

Front d'Europe de l’Ouest
Front italien
Front des Balkans
Front du Moyen-Orient
Front africain
Bataille de l'Atlantique
La bataille de Schaulen marque le début de la suite des combats en Courlande. Après plusieurs tentatives, les troupes allemandes réussissent à occuper la ville lituanienne de Schaulen (Šiauliai) le 21 juillet 1915.

## Préparation
Le 27 avril 1915, le commandant en chef de l'Est, le maréchal von Hindenburg, ordonne au général Otto von Lauenstein d'attaquer Schaulen. La petite ville compte environ 22 000 habitants et une riche manufacture de cuir. À cet effet, le groupe d'armées "Lauenstein" (de) a déjà reçu en renfort, fin mars, la 3e division de cavalerie et la division de cavalerie bavaroise, qui ne peut guère intervenir efficacement dans le combat à l'ouest. L'avancée vers Schaulen est échelonnée en trois colonnes :
- Sur la droite, la 3e division de cavalerie et la division de cavalerie bavaroise est partie de Jurburg avec la 36e division de réserve.
- Au centre, la 78e division de réserve (de) est partie de Tauroggen.
- À gauche la 6e division de cavalerie et la 6e division de réserve respectivement depuis Memel et de Bajohren[1].

## Première attaque sur Schaulen
Dès le 27 avril, la 3e division de cavalerie atteint Skaudville, tandis que la division de cavalerie bavaroise a progressé vers Rossieny. Les Russes, dont les principales forces sont stationnées au nord de Tauroggen sans changement depuis la fin mars, se sont déportés vers Kelmė après que la 3e division de cavalerie n'a pas avancé résolument. Le 28 avril, les deux divisions, accompagnées de la 6e division de cavalerie, atteignent la zone à l'est de Kelmė, parcourant 75 km en deux jours. Le 30 avril, Schaulen, qui a été incendiée par les forces russes en partance, est occupée. Les 6e et 3e divisions de cavalerie poursuivent leur attaque en direction de Mitau. Elles ne réussissent cependant pas à briser la résistance ennemie et se dirigent d'abord vers le sud, puis vers l'est, en direction de Windau.
L'infanterie s'est vue contrainte de faire de grandes marches. La 36e division de réserve est avancée vers Kovno pour assurer la sécurité ; les 78e et 6e divisions de réserve font leur jonction à Schaulen. Mais l'ennemi se renforce, ce qui entraîne une série de combats au nord-ouest et autour de Schaulen, qui durent jusqu'en juin 1915. Du côté allemand, des troupes supplémentaires doivent être amenées en renfort. Pour pouvoir tenir le terrain gagné, on fait venir la 8e division de cavalerie et la 2e division de cavalerie ainsi que la 1re division de réserve et la division "Beckmann", peu combative. Les renforts sont si importants que ces troupes et celles du groupe d'armée Lauenstein sont réunies pour former l'armée de Niémen sous le commandement d'Otto von Below. Cependant, la ville de Schaulen ne peut pas être conservée. Certes, la 78e division de réserve dispose d'une position défensive bien située et bien aménagée, mais la 6e division de réserve n'a pas encore atteint la ville. Elle est arrivée trop tard, car la 56e division de réserve russe est déjà en marche depuis le sud-est et la 38e division d'infanterie russe depuis le nord-est. Une partie des réserves de cuir peut être sauvegardée, mais la ville doit être abandonnée le 10 mai 1915 au soir.

## Préparatifs pour la deuxième attaque
Sur la base d'une suggestion de Max Hoffmann, Erich Ludendorff planifie un coup de main contre la forteresse maritime russe de Libau. Seule la 3e brigade de cavalerie dirigée par le colonel von der Schulenburg et quelques bataillons de divisions de réserve qui s'y trouvent déjà doivent s'emparer de la ville par l'est, tandis que des torpilleurs du côté de la mer et de faibles bataillons de landsturm du sud lancent une fausse attaque. Le coup de main réussit le 7 mai 1915, les fortifications sont dynamitées par la garnison, mais les batteries côtières s'avèrent être des modèles obsolètes. La prise de Libau permet aux troupes allemandes de lancer une nouvelle attaque sur Schaulen, puisqu'il n'y a plus de danger à l'ouest.

## Bataille de Schaulen

### Bataille deKuršėnai(Kurschany) du 15 au 20 mai 1915

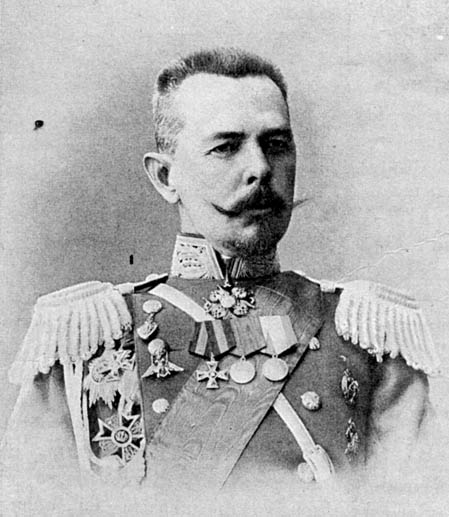
Lieutenant-général Dmitry Dolgov, commandant général du 19e corps d'armée russe à la bataille de Schaulen

La 78e division de réserve prend à nouveau position à sept kilomètres au sud-ouest de la ville ; avec son artillerie, elle enchaîne le 12 mai les ennemis qui s'avancent, tandis que la 6e division de réserve se lance avec son aile gauche dans une attaque de grande envergure, au cours de laquelle environ 1400 prisonniers sont faits. Cependant, la 17e division d'infanterie russe (19e corps) s'approche maintenant de Mitau, tandis que la 1re division de réserve qui avance n'est attendue que le 13 mai à Kuršėnai. C'est pourquoi, dans la soirée, l'aile gauche est retirée afin que celle-ci puisse prendre l'ennemi en charge sur le flanc. Ainsi, le 14 mai, l'aile gauche de la 1re division de réserve s'est heurtée à l'aile droite de la 38e division russe à Kužiai (en) et Noreikiai. La 6e division de cavalerie peut habilement contourner son aile nord et passer à l'arrière. C'est ainsi que se déroulent les premiers combats violents sur la ligne Kužiai-Noreikiai. Lorsque des rapports d'aviation annoncent l'arrivée de puissantes formations russes en provenance de Joniškis, les 78e et 6e divisions de réserve retournent à leurs anciennes positions et la 1re division de réserve, arrivée sur place, prend position à l'est de Kuršėnai sans être inquiétée par l'ennemi. Le 16 mai, les troupes russes ont franchi la Dubissa près de Raseiniai. Par conséquent, la 78e division de réserve doit y être envoyée, ce qui a pour conséquence que la 6e division de cavalerie doit occuper tout l'espace du lac Rėkyva (de) à Abszurj, soit environ 26 km. Contre ce front faible, l'ennemi avance prudemment les jours suivants, mais attaque violemment la position de la 1re division de réserve à Kuršėnai ainsi que l'aile nord de la 6e division de réserve et parvient à Menta. Sur l'aile gauche de la 6e division de cavalerie, la 3e brigade de cavalerie est entre-temps arrivée de Libau. De nouveaux rapports d'aviation des 18 et 19 mai signalent des rassemblements ennemis à Joniškis, Akmenė et Frauenburg. La tâche du 1er corps de réserve est de tenir la route Kuršėnai-Schaulen jusqu'à ce que l'ennemi puisse être repoussé sur Raseiniai. Le 19 mai, les 17e et 39e divisions russes, renforcées par des brigades de cavaliers russes, commencent à attaquer la Windau. Enfin, les défenseurs de la ville, le 2e régiment de grenadiers doivent abandonner la ville le 20 mai et se retirer ; leur position était devenue intenable.

### Bataille du Windau

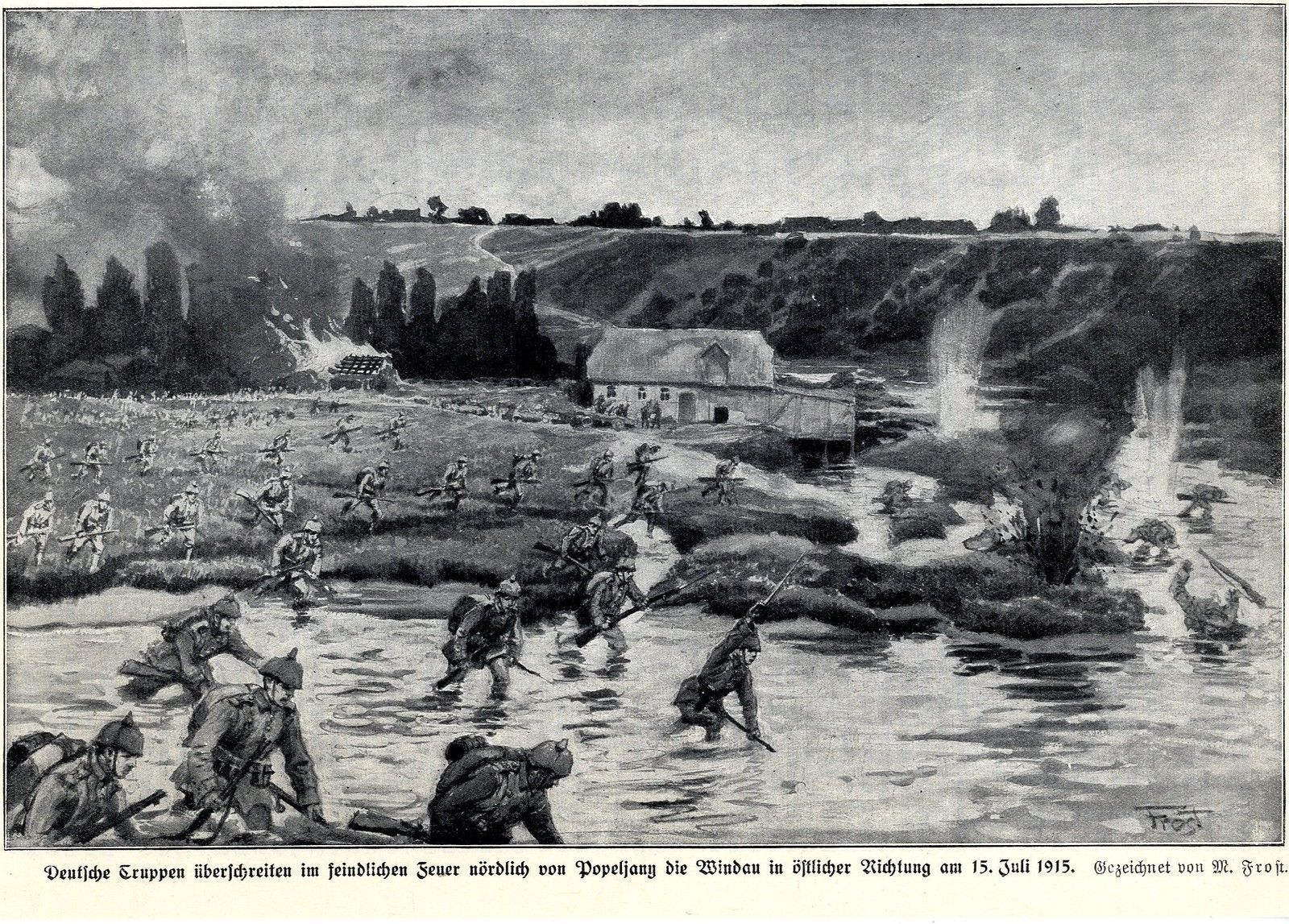
1915 Popeljany : les Allemands franchissent la Windau sous le feu ennemi

Comme des parties de la 1re division de réserve doivent être utilisées pour soutenir la 6e division de cavalerie, le général Curt von Morgen décide, dans le courant du 19 mai, de les réunir dans un mouvement de recul, situé sur la ligne Szyrminy (Širminiai)-Podworniki (Pamockė) (environ 6 km) et de se déplacer avec la 6ème division de cavalerie vers Rawdsjany. Alors que l'ennemi s'avance vers le sud-ouest en passant par Kuršėnai, le général von Morgen décide de l'attaquer le 22 mai à l'aube, à 1h30, sur l'aile droite, dans le bois au nord de Berzany. L'attaque de la 1re division de réserve est rejointe par la 6ème division de cavalerie et rejette l'ennemi à l'ouest par Windau et au nord par Kuršėnai. Plus de 1000 prisonniers et sept mitrailleuses sont ramenés. Les forces sont toutefois trop faibles pour pouvoir poursuivre l'attaque. Le 26 mai, les troupes russes peuvent attaquer à nouveau la 6e division de cavalerie, ce qui oblige l'aile droite à se replier sur la ligne Biata-Lac-Kurtowaiany-Bulany. Les forces russes ne poursuivent pas énergiquement.
Le 31 mai, le corps d'armée "Morgen" est renforcé par d'autres unités via Bajohren : le détachement "Zanke" (chef de la 72e brigade de réserve de la 1re division de réserve), dont le 18e régiment d'infanterie de réserve, le bataillon de tirailleurs de la Garde (de), le 3e bataillon de chasseurs à pied de réserve ainsi qu'un détachement et un escadron d'artillerie de campagne sont engagés sur l'aile gauche. Le 1er juin, une attaque par le canal Venta-Dubysa (de) peut être repoussée. Le 5 juin, une contre-attaque est lancée par le canal. Le 6 juin, le colonel Groß réussit à avancer jusqu'à Bubie avec le 18e régiment d'infanterie de réserve, suivi par le lieutenant-colonel Modrow avec le 59e régiment d'infanterie de réserve. Le 8 juin, un mouvement de recul des troupes russes se fait sentir. Toutes les troupes inutiles sont alors dirigées vers l'aile gauche de la 1re division de réserve. En outre, une autre division de cavalerie est rattachée à la 6e division de cavalerie via Bajohren, qui a maintenant l'effectif d'un corps d'armée et est nommée d'après son chef Eberhard von Schmettow. Celle-ci est principalement engagée contre les brigades de cavaliers d'Oussouri, la 4e division de cavalerie russe et les divisions cosaques. Peu à peu, les contingents russes se sont également renforcés. Le 3e corps d'armée sibérien (de) du lieutenant-général Trofimov occupe Schaulen. Le 12 juin, Kužiai est prise d'assaut et occupée. Le 13 juin 1915, la 1re division de réserve occupe Kuzowimia, au nord-ouest de Schaulen. Mais les forces russes se sont également renforcées. Ainsi, le 3e corps d'armée sibérien reçoit surtout des régiments caucasiens et turkmènes, de sorte que la 6e division de cavalerie doit encore reculer et être renforcée par des éléments de la 1re division de réserve. Il n'est pas question de poursuivre l'attaque.

### Prise d'assaut de la ville

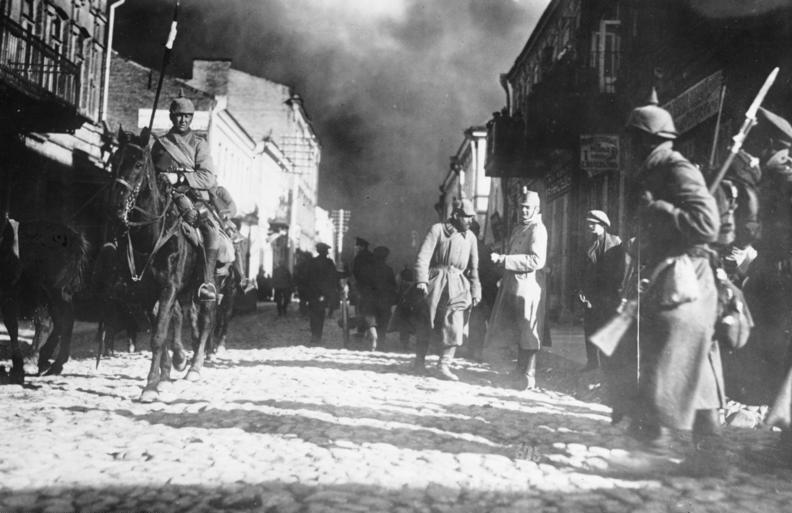
Occupation de Schaulen

La deuxième moitié du mois de juin et la première moitié du mois de juillet se sont déroulées sans événements particuliers. Le 14 juillet, l'attaque prévue de longue date du côté allemand commence. L'aile gauche est entrée en action : Détachement Libau (trois bataillons), 8e division de cavalerie, corps de cavalerie "Schmettow", 41e division d'infanterie 6 et 78e division de réserve. Les trois dernières divisions forment le corps du Nord sous le commandement du général Lauenstein, tandis que le 1er corps de réserve, composé de la 1re division de réserve, doit atteindre la ville au nord avec le renfort de la brigade "Homeyer". Elle doit enchaîner l'ennemi et prendre la forte position de Schaulen. Le groupe sud, composé de la 80e division de réserve, de la 36e division de réserve, du détachement "Esebeck" et du 1er haut commandement de cavalerie (de) ne doivent pas dépasser la Dubissa. Après que deux mortiers de 21 cm avec trois batteries d'obusiers lourds et trois batteries d'obusiers légers prennent d'assaut la position russe, celle-ci est prise d'assaut à 3h30 par le 18e régiment de réserve. Le 21 juillet, la lisière sud de Lepary et Gigary est atteinte et à 4 heures du matin, les premières troupes du régiment de réserve Königsberg II, qui deviendra le 378e régiment d'infanterie, pénétrent dans la ville. Il est suivi par le 2e régiment de grenadiers et le 8e bataillon de remplacement. La 1re division de réserve a en revanche repoussé l'ennemi qui se trouve devant elle et traverse la forêt au nord-ouest de Schaulen. Malgré de lourdes pertes, l'ennemi se présente encore une fois sur les hauteurs à l'est de Schaulen. Mais il est définitivement jeté dans la soirée du 21 juillet par une attaque d'encerclement du régiment de réserve Königsberg II et du 2e régiment de grenadiers. Alors que le premier jour de combat a été clair et ensoleillé, une forte pluie de terre s'abat le 21 juillet. Malgré cela, la poursuite de l'ennemi vaincu est entreprise de manière conséquente. Le 28 juillet 1915, le quartier général du haut commandement de l'armée du Niémen est établi dans la ville conquise de Schaulen.

## Autres
Le parc régional de Kurtuvėnai (de) est situé sur le champ de bataille aujourd'hui. Des cimetières militaires peuvent encore être trouvés dispersés autour du champ de bataille.

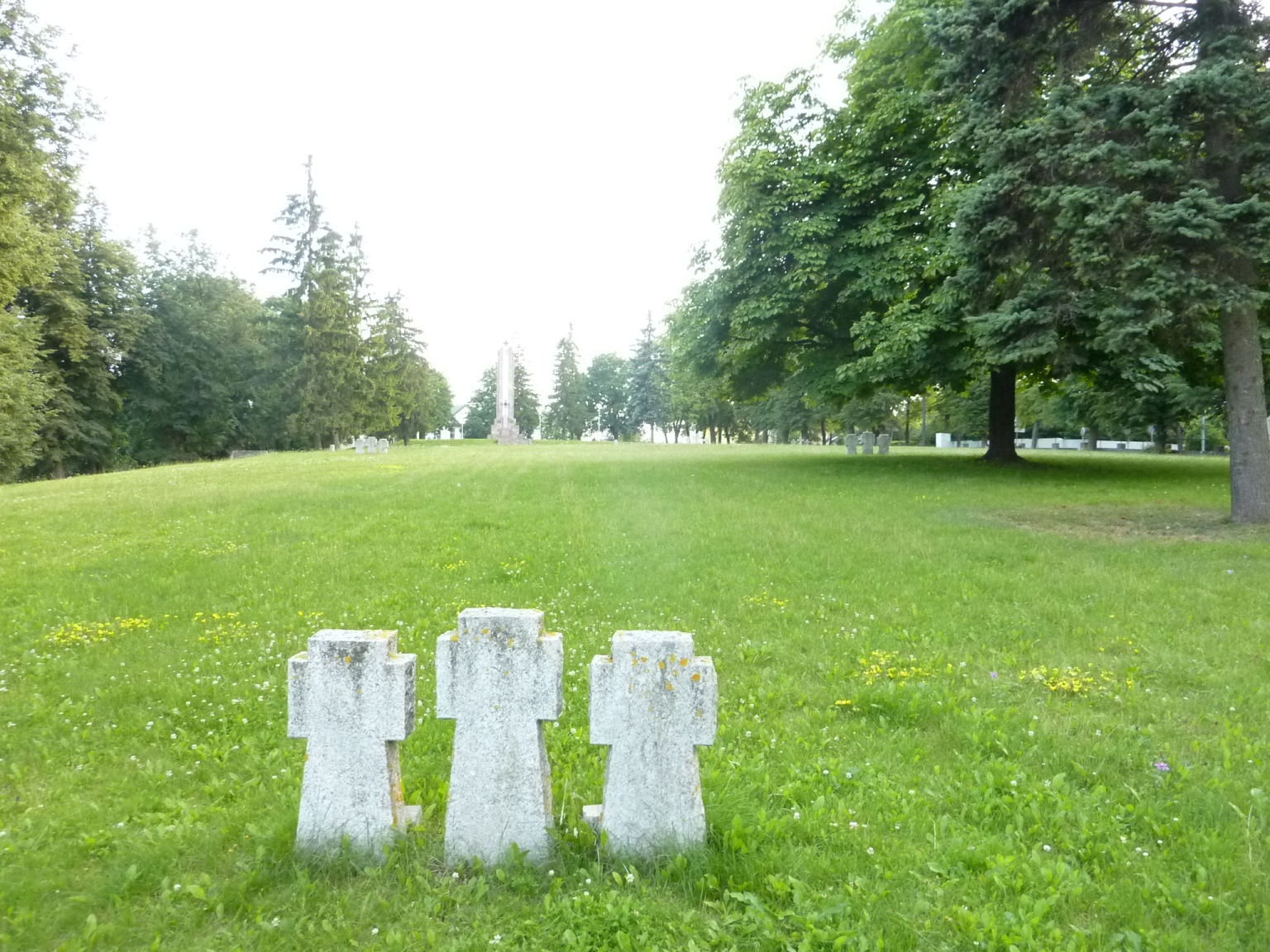
Cimetière militaire de Schaulen